# Forcella Staulanza
La forcella Staulanza ou passo Staulanza est un col alpin situé à 1 766 m dans la province de Belluno en Vénétie (Italie). Il relie le val Fiorentina au val Zoldana.
Au col se trouve le refuge Passo Staulanza, équipé d'un restaurant et de 25 lits, étape de l'Alta via n°1 et point de départ idéal pour des excursions dans le massif du Monte Pelmo.